# Johan Jacob Pålsson Qwick
Johan Jacob Pålsson Qwick avrättades den 20 mars 1849 i Kvibille, Halland för dråpet han utförde den 15 april 1847 på pigan Botilla Larsdotter.